# دانیله موسی
 دانیله موسی (ایتالیایی: Daniele Musa؛ زاده ۱۰ سپتامبر ۱۹۷۲) یک تنیس‌باز اهل ایتالیا است.